# Кукарача (пісня)
«Кукарача» (ісп. La Cucaracha, «тарган») — жартівлива народна пісня іспанською мовою в жанрі корридо. Стала популярною під час Мексиканської революції початку XX століття, як «тарганами» називали урядові війська. Однак є згадки пісні, що відносяться до 1883 і навіть 1818 року.

## Текст пісні
Існують багато варіантів тексту пісні іспанською мовою (наприклад  або  [Архівовано 26 квітня 2003 у Wayback Machine.]). Найбільш популярним у пісні є приспів про кукарачу. В наші дні варіанти приспіву, який згадує кількість ніжок, використовуються дітьми як лічилка. 
Варіанти приспіву:
| Іспанський текст                                                                                         | Приблизний переклад на українську                                           |
| Варіант 1                                                                                                |                                                                             |
| La cucaracha, la cucaracha Ya no puede caminar Porque no tiene, porque le falta Las dos patitas de andar | Тарган, тарган Бігати вже не може Тому що у нього немає Двох задніх ніжок.  |
| Варіант 2                                                                                                |                                                                             |
| La cucaracha, la cucaracha Ya no puede caminar Porque no tiene, porque le falta La patita principal.     | Тарган, тарган Бігати вже не може Тому що у нього немає Передньої ніжки.    |
| Варіант 3                                                                                                |                                                                             |
| La cucaracha, la cucaracha Ya no puede caminar Porque no tiene, porque le falta Marihuana que fumar.     | Тарган, тарган Вже не може ходити Тому що у нього немає Марихуани покурити. |

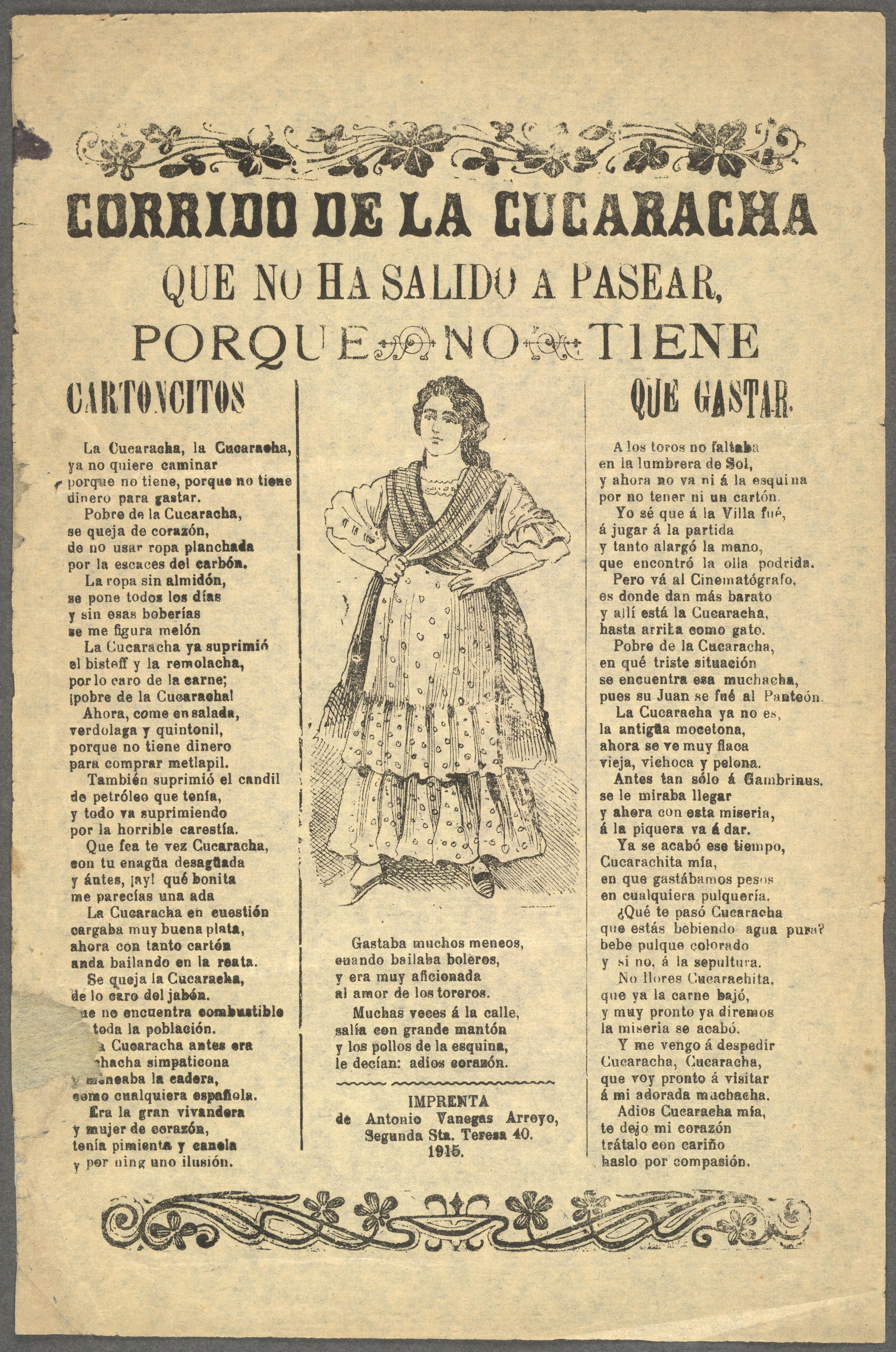
Старий текст Кукарачі

У варіанті з марихуаною йдеться про президента Вікторіано Уерта, узурпатора, який багато пив і вживав марихуану, і прийшов до влади в результаті вбивства популярного президента Франсіско Мадеро, почав революційний рух. Мадеро також згадується в наступному куплеті пісні:
| El que persevera alcanza Dice un dicho verdadero Lo que quiero es venganza Por la muerte de Madero | Той хто наполегливий — досягає мети Так свідчить переказ Те, чого я бажаю — це відплата За смерть Мадеро. |